# Glicerol-3-fosfat O-aciltransferaza
Glicerol-3-fosfat O-aciltransferaza (EC 2.3.1.15, alfa-glicerofosfatna aciltransferaza, 3-glicerofosfatna aciltransferaza, ACP:sn-glicerol-3-fosfatna aciltransferaza, glicerol 3-fosfatna aciltransferaza, glicerol fosfatna aciltransferaza, glicerol fosfatna transacilaza, glicerofosfatna aciltransferaza, glicerofosfatna transacilaza, sn-glicerol 3-fosfatna aciltransferaza, sn-glicerol-3-fosfatna aciltransferaza, glicerol-3-fosfatna O-aciltransferaza) je enzim sa sistematskim imenom acil-KoA:sn-glicerol-3-fosfat 1-O-aciltransferaza. Ovaj enzim katalizuje sledeću hemijsku reakciju
acil-KoA + sn-glicerol 3-fosfat {\displaystyle \rightleftharpoons } KoA + 1-acil-sn-glicerol 3-fosfat
Acil-[acil-nosilac protein] takođe može da deluje kao acil donor.

## Literatura
- Nicholas C. Price; Lewis Stevens (1999). Fundamentals of Enzymology: The Cell and Molecular Biology of Catalytic Proteins (Third изд.). USA: Oxford University Press. ISBN 019850229X.
- Eric J. Toone (2006). Advances in Enzymology and Related Areas of Molecular Biology, Protein Evolution (Volume 75 изд.). Wiley-Interscience. ISBN 0471205036.
- Branden C; Tooze J. Introduction to Protein Structure. New York, NY: Garland Publishing. ISBN 0-8153-2305-0.
- Irwin H. Segel. Enzyme Kinetics: Behavior and Analysis of Rapid Equilibrium and Steady-State Enzyme Systems (Book 44 изд.). Wiley Classics Library. ISBN 0471303097.

## Spoljašnje veze
- Glycerol-3-phosphate+1-O-acyltransferase на 